# Valčík s Bašírem
Valčík s Bašírem (hebrejsky: ואלס עם באשיר‎, Vals Im Bašir) je izraelský animovaný dokumentární film z roku 2008 sepsaný a zrežírovaný Ari Folmanem. Film popisuje Folmanovy zážitky z první libanonské války z roku 1982, které se zúčastnil jako tehdy devatenáctiletý voják Izraelských obranných sil. Při té došlo k masakru v uprchlických táborech Sabra a Šatíla.
Valčík s Bašírem a film $9.99, který měl rovněž premiéru v roce 2008, jsou první izraelské animované celovečerní filmy promítané v kinech. Valčík s Bašírem měl premiéru v roce 2008 na Mezinárodním filmovém festivalu v Cannes, kde se ucházel o ocenění Zlatá palma a od té doby vyhrál mnoho významných ocenění a nominací a dostalo se mu rovněž uznání od kritiků. Film vyhrál Ofirovu cenu za nejlepší film, Zlatý glóbus za nejlepší cizojazyčný film, cenu Národní společnosti filmových kritiků za nejlepší film, cenu César za nejlepší zahraniční film, cenu Mezinárodní asociace dokumentaristů za celovečerní dokumentární film a byl nominován na Oscara za nejlepší cizojazyčný film, cenu BAFTA za nejlepší ne-anglický film a cenu Annie za nejlepší animovaný film.

## Pozadí
V roce 1982 je Ari Folman devatenáctiletý voják pěchoty Izraelských obranných sil. V roce 2006 se setká se svým přítelem, který s ním sloužil v armádě, a ten mu poví o svých nočních můrách spojených se zážitky z první libanonské války. Folman je překvapen, že si z tohoto období podobné věci nepamatuje. Později té samé noci má vizi z noci, kdy proběhl masakr v uprchlických táborech Sabra a Šatíla, o které není schopen mluvit. V jeho vzpomínkách se on a jeho kamarádi vojáci v noci koupou na plážích Bejrútu osvětleného světlicemi. Folman se sejde s jiným přítelem z armády, který mu poradí, aby své zážitky probral s lidmi, kteří v Bejrútu sloužili ve stejném období, a aby tak porozuměl co se tam stalo a znovuprožil své vzpomínky. Film sleduje Folmanovy konverzace s přáteli a psychologem a novinářem Ronem Ben-Jišajem, který byl v Bejrútu ve stejné období jako on.

### Název
Film Valčík s Bašírem má svůj název po libanonském prezidentovi a vojenském vůdci Bašíru Džamáílovi. Džamáíl byl politický vůdce maronitských křesťanů, který zemřel v roce 1982 při výbuchu bomby v centrále strany Katáib – pravděpodobně šlo o útok palestinských teroristů. Křesťanské milice krátce na to obsadily palestinské uprchlické tábory, mezi nimi i Sabru a Šatílu, kde povraždily stovky civilistů.